# Partido Regresista
El Partido Regresista es el nombre que tomó, durante el Periodo de Regencia del Imperio del Brasil, la corriente conservadora que apoyaba una mayor centralización del poder como forma de combatir aquello que definían como la "anarquía" ocurrida durante la segunda regencia del Padre Feijó. 
Defendía un estado centralizador y autoritario tenía por principal lídea al conservador Bernardo Pereira de Vasconcelos

## Historia
El Regresso llegó al poder en 1837 luego de la renuncia de Feijó y que la regencia fuera ocupada interinamente por el pernambucano Pedro de Araújo Lima. Uno de los primeros gestos del nuevo regente fue el besamanos del emperador Pedro II, entonces aún menor de edad. El Regreso fue una de las causas directas del levantamiento ocurrido en Salvador, conocido como Sabinada; contra el que Manuel de Araújo Porto-Alegre compusiera versos que eran cantados en las calles y que decían "Viva o amor! Fora o Regresso!"<ref name="morel">
Las leyes conservadores abrogaron, en la práctica, las innovaciones liberales introducidas en el Código de Procedimiento Criminal de 1832 y en el Acto Adicional de 1834, este último por la llamada "Ley interpretativa del Acto Adicional" del 12 de mayo de 1840.
En julio de 1840 los moderados dieron el Golpe da Maioridade, proclamando la capacidad plena del joven monarca y sacando a los regresistas del poder. El Partido Moderado se extinguió el mismo año y sus miembros se fueron al Partido Regresista que luego se convirtió en el Partido Conservador.